# Vírská skalka
Vírská skalka je přírodní rezervace na území přírodního parku Svratecká hornatina poblíž obce Vír v okrese Žďár nad Sázavou v nadmořské výšce 400–522 metrů. Oblast spravuje Krajský úřad Kraje Vysočina.

## Předmět ochrany
Důvodem ochrany jsou skalnaté srázy s přirozenými lesními porosty, dále společenstva pohyblivých sutí a skalní vegetace s kostřavou sivou (Festuca pallens). Na lokalitě se dále vyskytuje tolita lékařská (Vincetoxicum hirundinaria), konopice širolistá (Galeopsis ladanum) a oman hnidák (Inula conyzae), z chráněných živočichů pak výr velký (Bubo bubo) a užovka hladká (Coronella austriaca).

## Geologie a geomorfologie
Lokalita Vírská skalka na jihozápadním svahu hřbetu Samotín je tvořena horninami svrateckého krystalinika – dvojslídnými svory a migmatity až ortorulami. Údolí řeky Svratky představuje v těchto místech nejhlubší údolní zářez na Českomoravské vrchovině. V horních partiích příkrých svahů se nalézají výrazné skalní ostrožny, dále zde jsou mrazové sruby a balvanité sutě. Z geomorfologického hlediska se přírodní rezervace nachází na území Nedvědické vrchoviny.

## Přístup
Srázy Vírské skalky se nacházejí na katastru obce Vír (ORP Bystřice nad Pernštejnem), vzdušnou čarou cca 400 metrů jihovýchodně od hráze Vírské přehrady. Skály se tyčí nad řekou Svratkou a nad místní silnicí, po níž vede cyklotrasa č. 4025, červeně značená turistická cesta a trasa Svratecké vodohospodářské naučné stezky. Poblíž skal je autobusová zastávka Vír, u záv.
Ve vrcholových partiích přírodní rezervace se nachází skála Klubačice s vyhlídkovou plošinou. Vyhlídka na této skále, která se vypíná asi 50 metrů nad okolním terénem, byla vybudována v roce 1911. Vyhlídka se zábradlím byla obnovena v roce 2000.
Vírské skalky jsou též horolezeckou lokalitou. Z důvodu ochrany podmínek pro hnízdění výra velkého jsou zde tyto aktivity omezeny pouze na období od července do prosince.

## Galerie

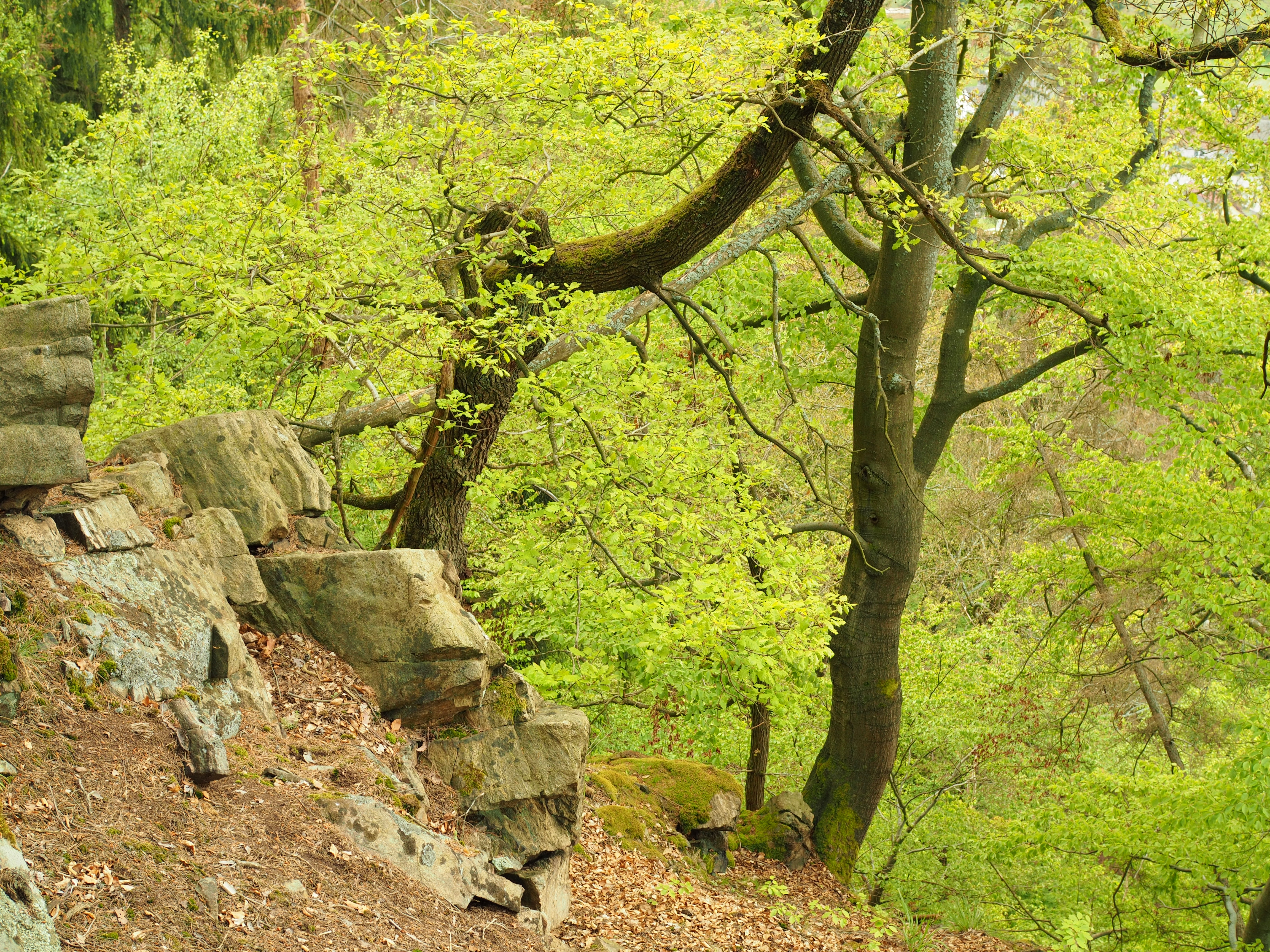
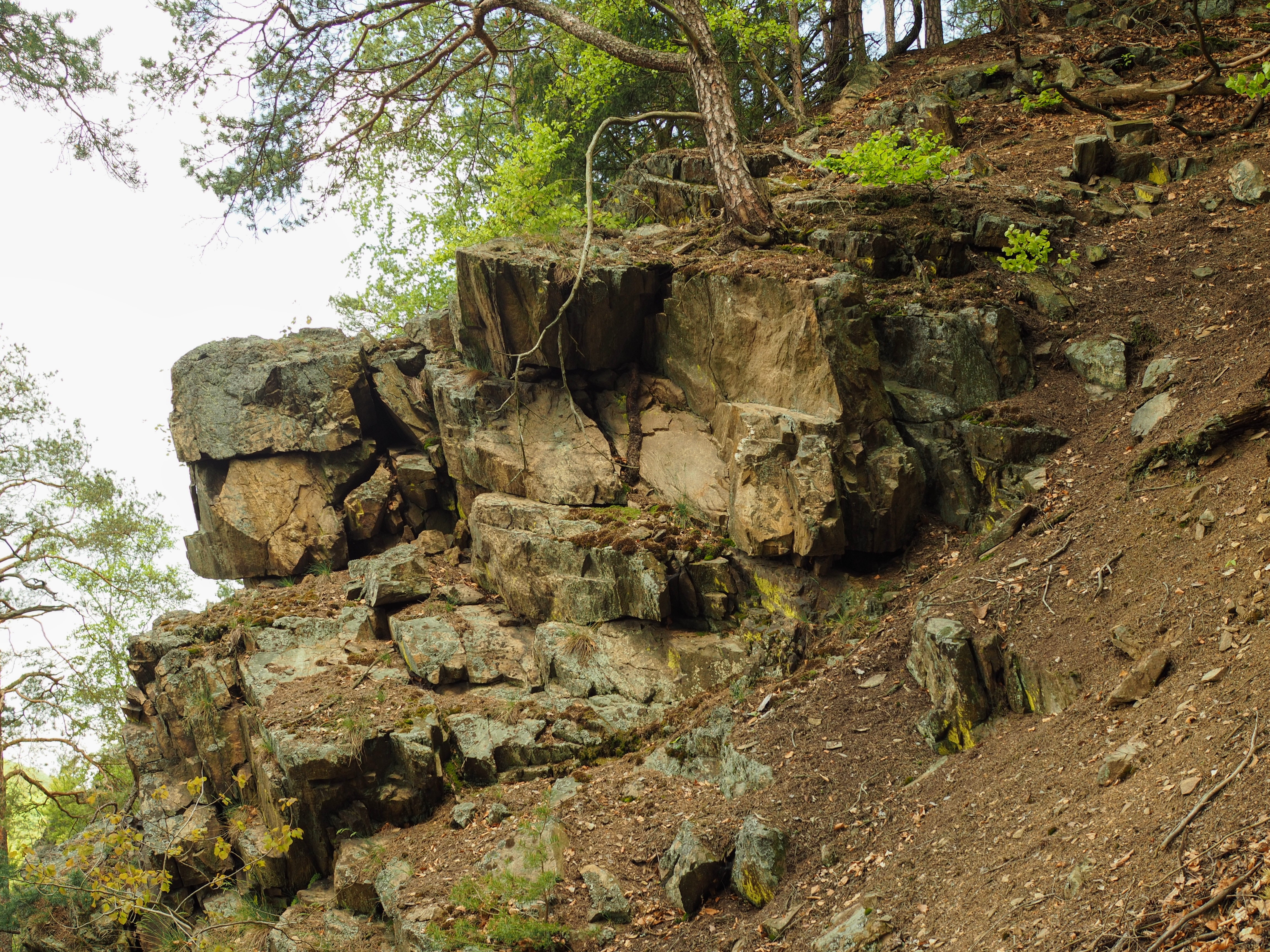
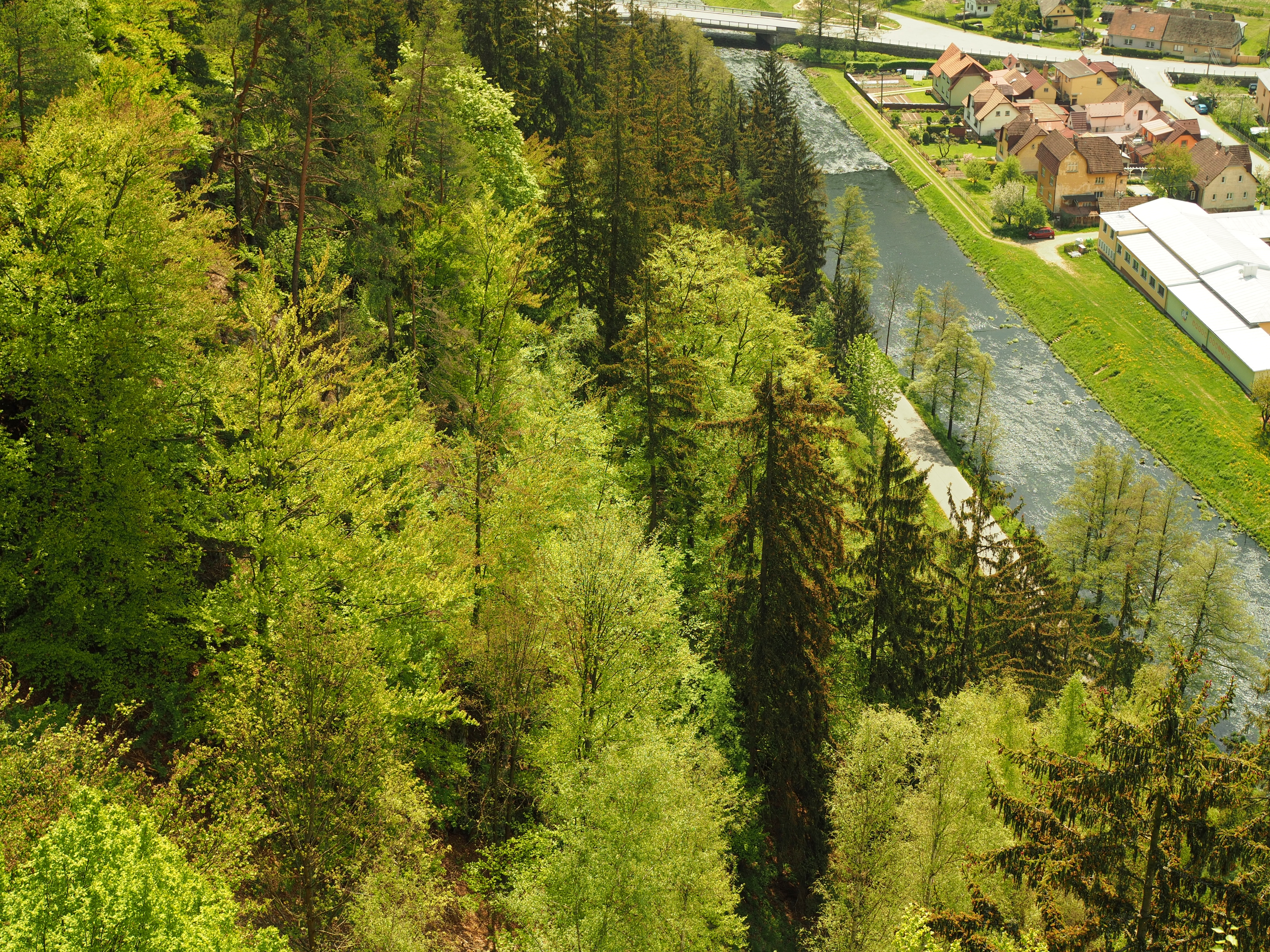
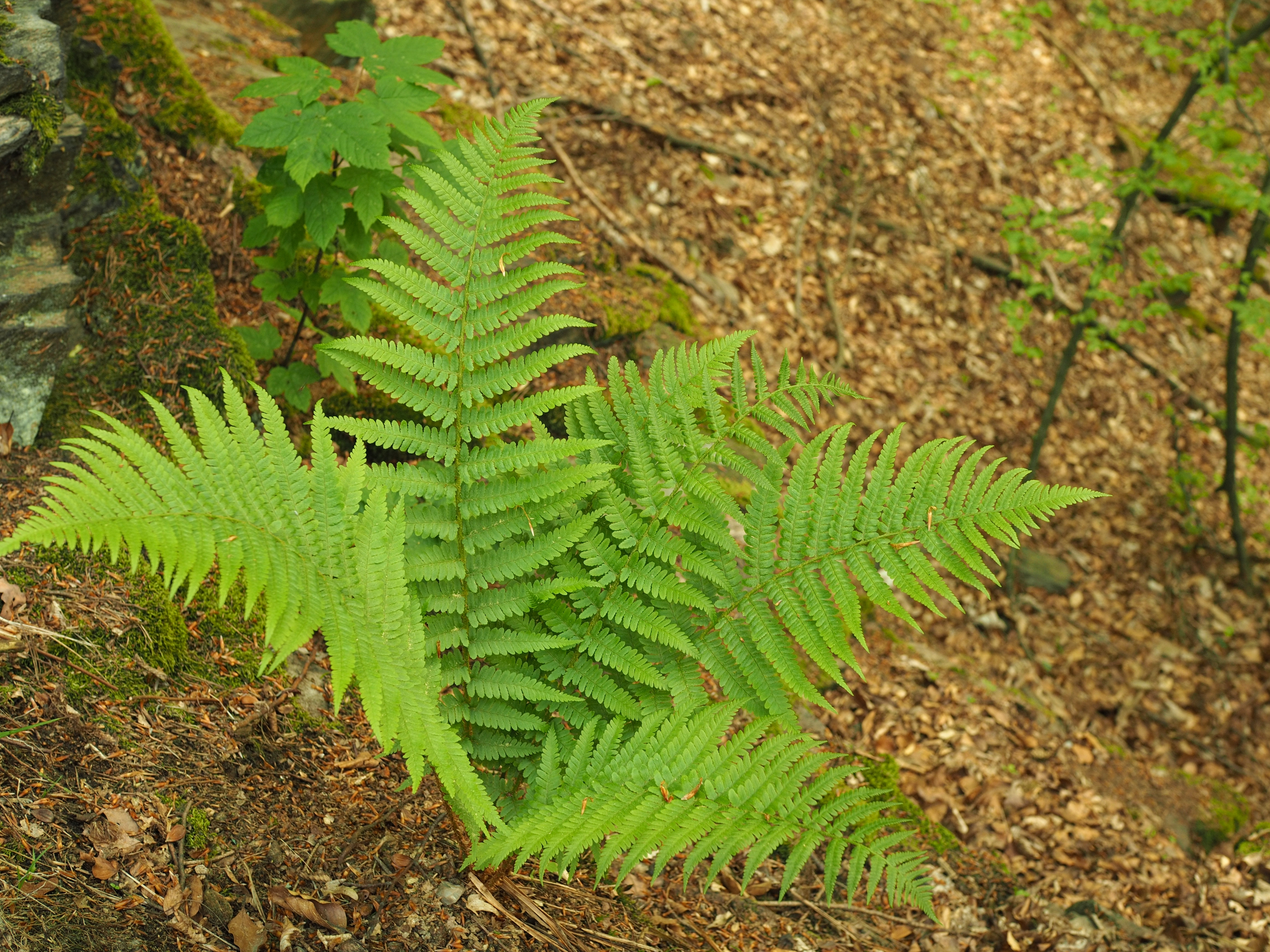
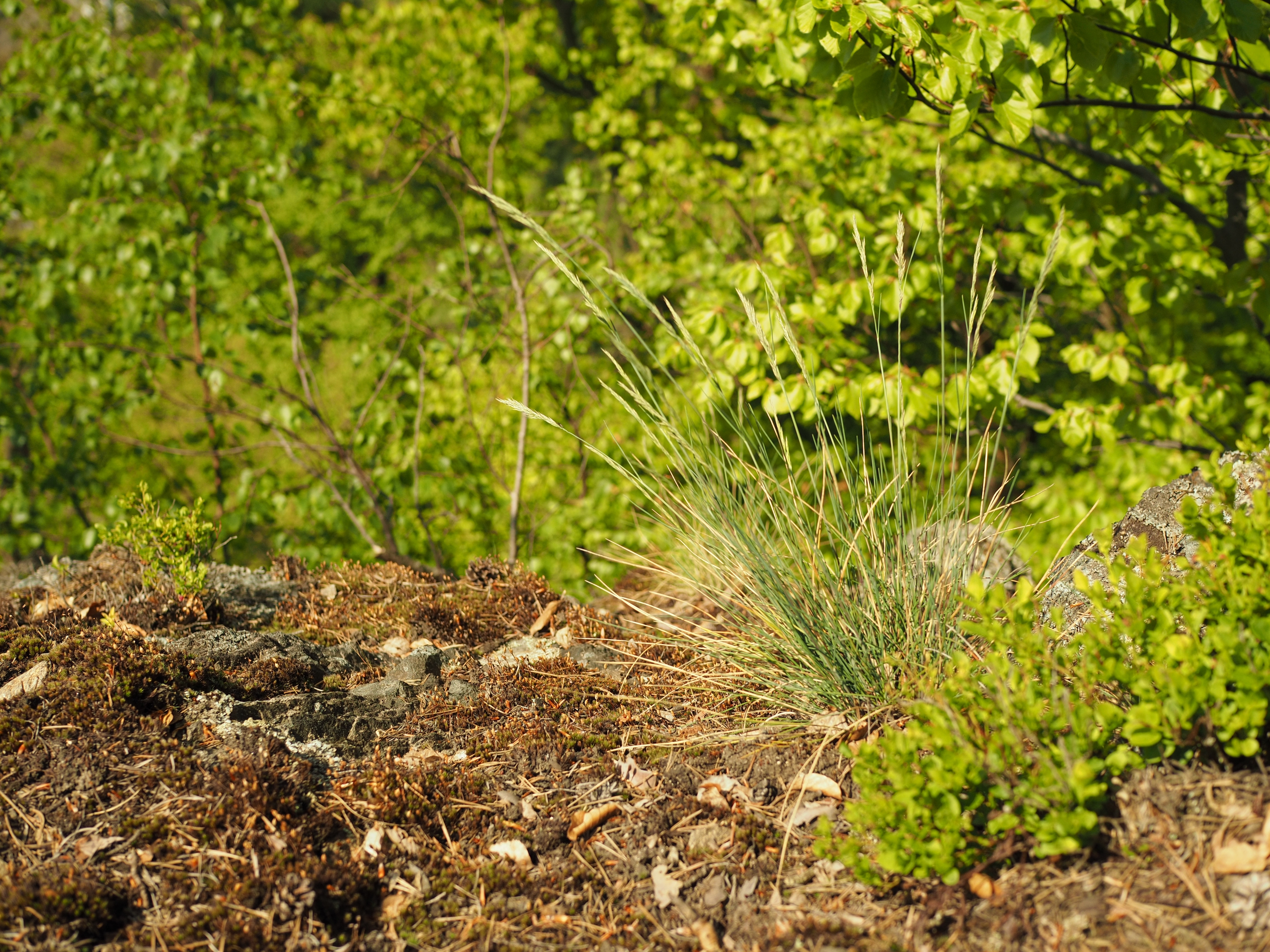